# Ḩājī Kāhū
Ḩājī Kāhū (persiska: حاجی کاهو) är en ort i Iran.   Den ligger i provinsen Khorasan, i den nordöstra delen av landet, 600 km öster om huvudstaden Teheran. Ḩājī Kāhū ligger 1 483 meter över havet och antalet invånare är 147.
Terrängen runt Ḩājī Kāhū är kuperad åt sydost, men åt nordväst är den platt. Runt Ḩājī Kāhū är det ganska glesbefolkat, med 38 invånare per kvadratkilometer. Närmaste större samhälle är Fārūj, 16,1 km norr om Ḩājī Kāhū. Omgivningarna runt Ḩājī Kāhū är i huvudsak ett öppet busklandskap.